# Marie Monod
Marie Monod, également connue sous le nom de Marie Octave Monod, née Marie Chavannes le 23 novembre 1876 à Lyon et morte le 31 décembre 1966 à Paris, est une historienne française, biographe, féministe et active dans le domaine social.

## Biographie

### Premières années
Marie Chavannes naît le 23 novembre 1876 à Lyon, rue de la Guillotière. Elle est la fille d'Émile Chavannes, ingénieur aux Chantiers ferroviaires de la Buire, issu d’une lignée de pasteurs vaudois et de Laure Poy, fille de Félix Poy, industriel de la soierie. Elle est la demi-sœur du sinologue Édouard Chavannes,.
Marie reçoit une éducation imprégnée d'une morale protestante. Elle fait ses études dans un cours privé puis au lycée de filles Edgar-Quinet. Elle prépare l’agrégation d’histoire avec Sébastien Charléty, alors professeur à Lyon et pendant quelques mois au collège Sévigné à Paris. Elle est « bi-admissible », en 1897 et 1898, puis elle poursuit ses études d'histoire à la faculté des lettres de Lyon. 
Elle épouse à Lyon le 25 avril 1902 Octave Monod, étudiant en médecine. Le couple a deux enfants, Noël en 1911 et Marie-Laure en 1913. Marie-Laure épouse Jean-Marcel Jeanneney, économiste, universitaire et homme politique. Leur fils, Jean-Noël Jeanneney, est historien et homme politique. La famille s'installe en 1919 à Paris.

### Création de l'Association des femmes diplômées des universités
En 1920, Marie Monod fonde avec Marie Bonnet, alors directrice de la Maison des étudiantes à Paris, la Société féminine de rapprochement universitaire, qui prend ultérieurement son nom actuel d'Association française des femmes diplômées des universités, membre de la Fédération internationale des femmes diplômées des universités (FIFDU). Les fondatrices de l’AFDU sont convaincues que l’éducation des filles est à la fois un facteur de paix et la clef de la promotion des femmes. Marie Bonnet en est la première secrétaire générale et Marie Monod la première trésorière. En 1923, Marie Monod en devient la présidente pour dix ans puis en est présidente d’honneur pendant dix autres années. Jusqu’en 1940,  elle assure la publication du Bulletin de l’AFDU et y rédige la « revue des revues », pour laquelle elle traduit des textes anglais et allemands. Le siège de l’Association est à Reid Hall, lieu d’accueil d’étudiants américains, 4 rue de Chevreuse, dans le 6e arrondissement de Paris. Elle lutte pour promouvoir les études et les carrières féminines, participe à la distribution de bourses pour des étudiantes françaises à l'étranger et pour des étudiantes étrangères en France. Membre du conseil international de l’association, elle représente la France à l’étranger. En 1923, elle organise à Paris le deuxième congrès de l’association qui réunit trois cents participantes en provenance de dix-sept pays. Elle a présidé la commission d’éducation du Conseil national des femmes françaises (CNFF). Entre 1934 et 1962, elle assure le secrétariat général de la Fondation du musée Clemenceau, sous la présidence de Jules Jeanneney jusqu’en 1949 puis de Nicolas Pietri.
Pendant la Seconde Guerre mondiale, elle s’appuie sur le réseau de l’AFDU avec Marie-Louise Puech, pour aider de nombreuses intellectuelles réfugiées en France - polonaises, tchèques ou scandinaves - à survivre. Elle aide à leur évacuation en zone libre ou en Suisse Elle rend visite à des personnes internées.

### Activités éditoriales
En 1902, elle publie et annote le Mémoire sur le gouvernement de Lyon par Lambert d'Herbigny, l'intendant de Louis XIV. En 1937, elle est l'auteure, sous le pseudonyme Daniel Stern, d'une biographie de la femme de lettres et historienne comtesse Marie d’Agoult. Elle publie en 1939 le Lexique international des termes universitaires, avec des préfaces d’Édouard Herriot et Gilbert Murray. Rédigé en français et en anglais, cet ouvrage présente en détail les dispositifs universitaires du monde entier dans le but de faciliter les échanges. 

### Activités sociales
Marie Monod est active au sein de l’Union nationale des Amies de la Jeune Fille, association qui gère des foyers pour employées et ouvrières ainsi que des bureaux de placement et lutte contre la prostitution. Elle joue également un rôle majeur au sein de l’Œuvre des Gares. Cette œuvre, créée en 1902, a pour mission d’accueillir les mères isolées et leurs bébés (intitulée en 1955 Accueil et reclassement féminin - Œuvre des gares). Marie Octave Monod contribue à lever des fonds pour soutenir le redémarrage de cette association à partir de 1945.

## Publications
- Mémoire sur le gouvernement de Lyon (1697) par Lambert d’Herbigny, Introduction et notes par M. Chavannes,  Revue d’histoire de Lyon, Lyon, A : Rey et Cie éditeurs, 1902, 122 p.
- Daniel Stern, comtesse d’Agoult. De la Restauration à la IIIe République
  - Plon, Paris, 1937, 313 p.
  - Éditions Des femmes, 2022, 320 p., préf. Jean-Noël Jeanneney  (ISBN 9782721009845)
- Lexique international des termes universitaires, Gauthier-Villars, Paris, 1939, 796 p.

## Distinction
- Chevalier de la Légion d'honneur (1958)